# Reuven Merhav

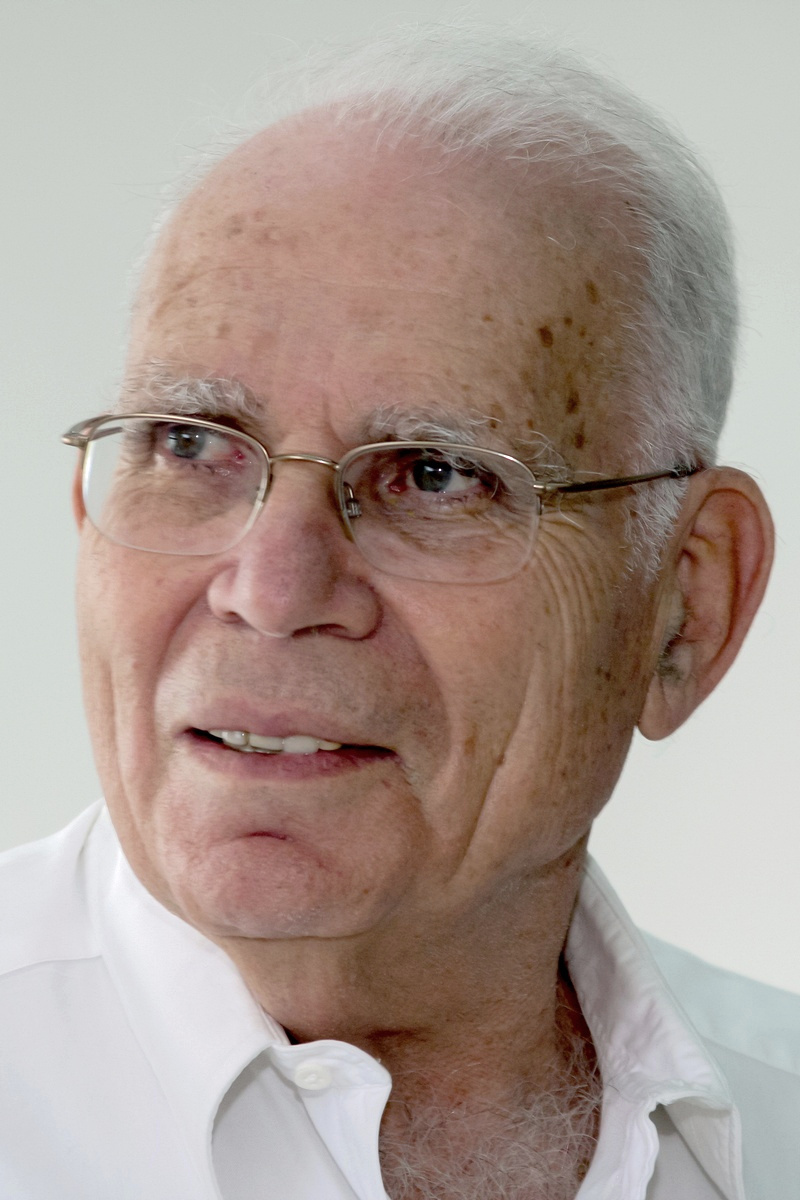
Reuven Merhav

Reuven Merhav (* 9. Februar 1936 in Tel Aviv) ist ein ehemaliger israelischer Diplomat.

## Leben
Er wurde geboren, kurz nachdem seine Eltern von Deutschland nach Palästina eingewandert waren. Merhav hat Islamwissenschaften und Arabisch studiert und seit 1967 20 Jahre lang im Geheimdienst und im Auswärtigen Dienst im Ausland gearbeitet, unter anderem in Äthiopien, in Kenia, im Iran, im Libanon und in Hongkong. 1988 wurde er zum Generaldirektor (Staatssekretär) des israelischen Außenministeriums ernannt, wo er das Taba-Abkommen mit Ägypten über die israelische Räumung der Sinai-Halbinsel für Frieden (1989) verhandelt, die politischen Grundlagen für die Operation Salomon zur Rettung der jüdischen Gemeinde in Äthiopien gelegt und die Aufnahme diplomatischer Beziehungen mit der Volksrepublik China bis zum Abschluss befördert hat. 1991–1993 war er Generaldirektor des israelischen Ministeriums für Alija und die Aufnahme von Einwanderern und konzentrierte sich auf die Aufnahme der äthiopischen jüdischen Gemeinde. Seit 2005 ist er in der Vereinigung der Israelis mitteleuropäischer Herkunft aktiv, wo er Vorsitzender des Präsidiums ist.
In der Claims Conference ist er Vize-Präsident und Mitglied unter anderem des Verhandlungsausschusses. Zusätzlich zu weiteren öffentlichen und akademischen Funktionen ist Merhav seit 1991 Fellow des Jerusalem Institute for Israel Studies. In dieser Eigenschaft war er Ko-Autor des Texts „The Role of the Hashemite Kingdom of Jordan in a Future Permanent Status Settlement in Jerusalem“ und wurde im Juli 2000 von dem damaligen Ministerpräsidenten Barak als Berater zu den Camp-David-Verhandlungen hinzugezogen.
Julius Josef HaCohen Markowitz, der Großvater von Merhav, wurde im April 1942 von Breslau nach Theresienstadt deportiert und wurde dort im November desselben Jahres umgebracht. Im August 1991 hielt Merhav ein symbolisches Begräbnis für ihn von dem Block im Lager zu dem Massengrab ab. Im November 2012 verlegte Merhav drei Stolpersteine in Berlin, in Andenken an seine Großmutter Elsa Adler (Elias) und ihre zwei Geschwister, Gertrud und Alfred. Elsa wurde von Berlin nach Auschwitz deportiert und kam dort um. Weitere Angehörige, darunter Julius’ Tochter und Schwiegersohn, zwei seiner Enkel, seine Schwestern und einige ihrer Angehörigen wurden nach Auschwitz geschickt und kamen dort ebenfalls um.